# Ейск (малый противолодочный корабль)
МПК-217, Ейск — советский, с 1991 года российский малый противолодочный корабль проекта 1124М Черноморского флота.

## Строительство
Корабль заложен на заводе «Ленинская кузница» в Киеве 16 марта 1987 года, спущен на воду 12 апреля 1989 года, вошёл в состав флота 28 февраля 1990 года под наименованием МПК-217.

## Служба
С 1990 года базировался в Поти (в составе 181-го дивизиона противолодочных кораблей 184-й бригады кораблей охраны водного района). После распада СССР в ночь с 31 декабря 1991 года на 1 января 1992 года перешёл в условиях жестокого шторма в Севастополь, конвоируя вспомогательные суда Потийской ВМБ.
27 июля 1992 года на «МПК-217» был поднят Андреевский флаг. С 9 сентября (по другим данным — с 19 декабря) 1999 года носит наименование «Ейск».
По состоянию на начало 2017 года корабль находился на ремонте на 13-м судоремонтном заводе в Севастополе.
В 2016 году появилась информация, согласно которой на МПК, аналогично с другими кораблям проекта 1124, будут отремонтированы гидроакустические комплексы МГК-335МС, а также опускаемые гидроакустические станции МГ-339Т «Шелонь-Т», также корабль был модернизирован для применения противолодочных ракет 90Р и 90Р1.
В начале апреля 2017 закончился ремонт корабля на 13 СРЗ Севастополя . После всех успешных пройденных испытаний корабль вернулся на постоянное базирование в 184 БРК ОВР г. Новороссйиска. С декабря 2019 по февраль 2020, с кораблем проводились мероприятия по восстановлению технической готовности в доке Севморзавода в г. Севастополь. С февраля 2020 года  и по настоящее время, корабль полностью боеготов и выполняет задачи по предназначению 

## Командиры
- капитан 3-го ранга Кимсанов Алижон Хужонович (1999 г.)[1].
- капитан 3-го ранга Форостяный Андрей Анатольевич
- капитан лейтенант Карпенко Дмитрий Александрович
- капитан 3-го ранга Литковец Максим Михайлович (2006—2012)
- капитан-лейтенант Надольный Александр (1991-?)
- капитан-лейтенант Чешков Андрей Вячеславович (2013-2016)
- капитан 3-го ранга Евгений Владимирович Хрипков (2016-2017)
- капитан-лейтенант Козьяков Виталий Валентинович (июнь 2017-февраль 2019)
- капитан 3-го ранга Чешков Андрей Вячеславович (2019-2021)